# Pływanie na Letnich Igrzyskach Paraolimpijskich 2008

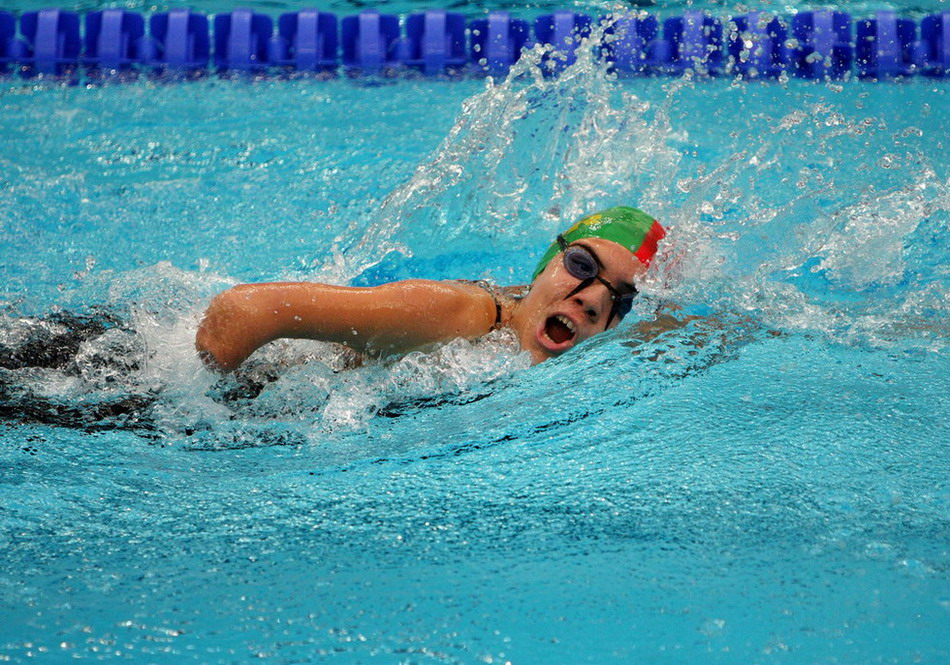

pływanie na Letnich Igrzyskach Paraolimpijskich 2008 odbywało się w dniach 7 – 15 września w National Aquatics Centre.

## Kwalifikacja
Do igrzysk zakwalifikowało się 560 pływaków (330 mężczyzn i 230 kobiet).

## Program
| pływanie |  | 16 | 18 | 16 | 12 | 13 | 16 | 14 | 18 | 17 |  |  |

## Konkurencje
Mężczyźni
| Dystans           | S1 | S2 | S3 | S4 | S5 | S6 | S7 | S8 | S9 | S10 | S11 | S12 | S13 |
| ----------------- | -- | -- | -- | -- | -- | -- | -- | -- | -- | --- | --- | --- | --- |
| 50 m dowolnym     |    | X  | X  | X  | X  | X  | X  | X  | X  | X   | X   | X   | X   |
| 100 m dowolnym    |    | X  | X  | X  | X  | X  | X  | X  | X  | X   | X   | X   | X   |
| 200 m dowolnym    |    | X  | X  | X  | X  |    |    |    |    |     |     |     |     |
| 400 m dowolnym    |    |    |    |    |    | X  | X  | X  | X  | X   | X   | X   | X   |
| 50 m grzbietowym  | X  | X  | X  | X  | X  |    |    |    |    |     |     |     |     |
| 100 m grzbietowym |    |    |    |    |    | X  | X  | X  | X  | X   | X   | X   | X   |
| 50 m motylkowym   |    |    |    |    | X  | X  | X  |    |    |     |     |     |     |
| 100 m motylkowym  |    |    |    |    |    |    |    | X  | X  | X   | X   | X   | X   |

| Dystans          | SB3 | SB4 | SB5 | SB6 | SB7 | SB8 | SB9 | SB11 | SB12 | SB13 |
| ---------------- | --- | --- | --- | --- | --- | --- | --- | ---- | ---- | ---- |
| 50 m klasycznym  | X   |     |     |     |     |     |     |      |      |      |
| 100 m klasycznym |     | X   | X   | X   | X   | X   | X   | X    | X    | X    |

| Dystans        | SM4 | SM5 | SM6 | SM7 | SM8 | SM9 | SM10 | SM12 | SM13 |
| -------------- | --- | --- | --- | --- | --- | --- | ---- | ---- | ---- |
| 150 m zmiennym | X   |     |     |     |     |     |      |      |      |
| 200 m zmiennym |     | X   | X   | X   | X   | X   | X    | X    | X    |

| Dystans          | 20pts | 34pts |
| ---------------- | ----- | ----- |
| 4×50 m dowolnym  | X     |       |
| 4×100 m dowolnym |       | X     |
| 4×50 m zmiennym  | X     |       |
| 4×100 m zmiennym |       | X     |

Kobiety
| Dystans           | S2 | S3 | S4 | S5 | S6 | S7 | S8 | S9 | S10 | S11 | S12 | S13 |
| ----------------- | -- | -- | -- | -- | -- | -- | -- | -- | --- | --- | --- | --- |
| 50 m dowolnym     |    | X  | X  | X  | X  | X  | X  | X  | X   | X   | X   | X   |
| 100 m dowolnym    |    |    | X  | X  | X  | X  | X  | X  | X   | X   | X   | X   |
| 200 m dowolnym    |    |    |    | X  |    |    |    |    |     |     |     |     |
| 400 m dowolnym    |    |    |    |    | X  | X  | X  | X  | X   |     |     | X   |
| 50 m grzbietowym  | X  | X  |    | X  |    |    |    |    |     |     |     |     |
| 100 m grzbietowym |    |    |    |    | X  | X  | X  | X  | X   |     |     | X   |
| 50 m motylkowym   |    |    |    |    | X  | X  |    |    |     |     |     |     |
| 100 m motylkowym  |    |    |    |    |    |    | X  | X  | X   |     | X   | X   |

| Dystans          | SB4 | SB5 | SB6 | SB7 | SB8 | SB9 | SB12 |
| ---------------- | --- | --- | --- | --- | --- | --- | ---- |
| 100 m klasycznym | X   | X   | X   | X   | X   | X   | X    |

| Dystans        | SM4 | SM6 | SM7 | SM8 | SM9 | SM10 | SM12 | SM13 |
| -------------- | --- | --- | --- | --- | --- | ---- | ---- | ---- |
| 150 m zmiennym |     |     |     |     |     |      |      |      |
| 200 m zmiennym |     | X   | X   | X   | X   | X    | X    | X    |

## Wyniki

### Mężczyźni

#### Klasa S1
| Konkurencja             | Złoto             | Srebro           | Brąz         |
| 50 m stylem grzbietowym | Christos Tampaxis | Andreas Katsaros | João Martins |

#### Klasa S2
| Konkurencja             | Złoto               | Srebro              | Brąz                |
| 50 m stylem dowolnym    | Georgios Kapellakis | Dmitrij Kokariew    | Jim Anderson        |
| 100 m stylem dowolnym   | Dmitrij Kokariew    | Georgios Kapellakis | Jim Anderson        |
| 200 m stylem dowolnym   | Dmitrij Kokariew    | Jim Anderson        | Georgios Kapellakis |
| 50 m stylem grzbietowym | Dmitrij Kokariew    | Jim Anderson        | Georgios Kapellakis |

#### Klasa S3
| Konkurencja             | Złoto             | Srebro            | Brąz              |
| 50 m stylem dowolnym    | Dmytro Wynohradeć | Du Jianping       | Min Byeong-eon    |
| 100 m stylem dowolnym   | Du Jianping       | Dmytro Wynohradeć | Li Hanhua         |
| 200 m stylem dowolnym   | Dmytro Wynohradeć | Li Hanhua         | Du Jianping       |
| 50 m stylem grzbietowym | Du Jianping       | Min Byeong-eon    | Dmytro Wynohradeć |

#### Klasa S4
| Konkurencja             | Złoto           | Srebro          | Brąz        |
| 50 m stylem dowolnym    | David Smétanine | Richard Oribe   | Jan Povysil |
| 100 m stylem dowolnym   | David Smétanine | Richard Oribe   | Jan Povysil |
| 200 m stylem dowolnym   | Richard Oribe   | David Smétanine | Jan Povysil |
| 50 m stylem grzbietowym | Juan Reyes      | Min Byeong-eon  | Huabin Zeng |

#### Klasa S5
| Konkurencja             | Złoto               | Srebro              | Brąz                |
| 50 m stylem dowolnym    | Dmytro Kryżanowskyj | Daniel Dias         | Sebastián Rodríguez |
| 100 m stylem dowolnym   | Daniel Dias         | Dmytro Kryżanowskyj | Roy Perkins         |
| 200 m stylem dowolnym   | Daniel Dias         | Sebastián Rodríguez | Anthony Stephens    |
| 50 m stylem grzbietowym | Daniel Dias         | He Junquan          | Zsolt Vereczkei     |
| 50 m stylem motylkowym  | Roy Perkins         | Daniel Dias         | He Junquan          |

#### Klasa S6
| Konkurencja              | Złoto          | Srebro           | Brąz           |
| 50 m stylem dowolnym     | Xu Qing        | Tang Yuan        | Anders Olsson  |
| 100 m stylem dowolnym    | Anders Olsson  | Tang Yuan        | Yang Yuanrun   |
| 400 m stylem dowolnym    | Anders Olsson  | Darragh McDonald | Matt Whorwood  |
| 100 m stylem grzbietowym | Igor Plotnikov | Yang Yuanrun     | Tang Yuan      |
| 50 m stylem motylkowym   | Xu Qing        | Kyosuke Oyama    | Sascha Kindred |

#### Klasa S7
| Konkurencja              | Złoto         | Srebro        | Brąz            |
| 50 m stylem dowolnym     | David Roberts | Matt Walker   | Lantz Lamback   |
| 100 m stylem dowolnym    | David Roberts | Lantz Lamback | Matt Walker     |
| 400 m stylem dowolnym    | David Roberts | Lantz Lamback | Jay Dohnt       |
| 100 m stylem grzbietowym | Lantz Lamback | Jon Fox       | Guillermo Marro |
| 50 m stylem motylkowym   | Tian Rong     | Matt Walker   | Pei Mang        |

#### Klasa S8
| Konkurencja              | Złoto               | Srebro              | Brąz                |
| 50 m stylem dowolnym     | Wang Xiaofu         | Peter Leek          | Konstantin Lisenkov |
| 100 m stylem dowolnym    | Wang Xiaofu         | Konstantin Lisenkov | Peter Leek          |
| 400 m stylem dowolnym    | Sam Hynd            | Peter Leek          | Wang Jiachao        |
| 100 m stylem grzbietowym | Konstantin Lisenkow | Peter Leek          | Sean Fraser         |
| 100 m stylem motylkowym  | Peter Leek          | Wei Yanpeng         | Wang Xiaofu         |

#### Klasa S9
| Konkurencja              | Złoto           | Srebro          | Brąz           |
| 50 m stylem dowolnym     | Matthew Cowdrey | Guo Zhi         | Xiong Xiaoming |
| 100 m stylem dowolnym    | Matthew Cowdrey | Guo Zhi         | Tamas Sors     |
| 400 m stylem dowolnym    | Jesús Collado   | Matthew Cowdrey | Tamas Sors     |
| 100 m stylem grzbietowym | Matthew Cowdrey | Guo Zhi         | Jarrett Perry  |
| 100 m stylem motylkowym  | Tamas Sors      | Matthew Cowdrey | Guo Zhi        |

#### Klasa S10
| Konkurencja              | Złoto        | Srebro              | Brąz                |
| 50 m stylem dowolnym     | Andre Brasil | Phelipe Rodrigues   | Benoit Huot         |
| 100 m stylem dowolnym    | Andre Brasil | Phelipe Rodrigues   | Benoit Huot         |
| 400 m stylem dowolnym    | Andre Brasil | Robert Welbourn     | Benoit Huot         |
| 100 m stylem grzbietowym | Justin Zook  | Michael Anderson    | Kardo Ploomipuu     |
| 100 m stylem motylkowym  | Andre Brasil | David Julian Levecq | Mike van der Zanden |

#### Klasa S11
| Konkurencja              | Złoto           | Srebro               | Brąz                         |
| 50 m stylem dowolnym     | Enhamed Enhamed | Junichi Kawai        | Alexander Chekurov           |
| 100 m stylem dowolnym    | Enhamed Enhamed | Yang Bozun           | Grzegorz Polkowski           |
| 400 m stylem dowolnym    | Enhamed Enhamed | Yang Bozun           | Donovan Tildesley            |
| 100 m stylem grzbietowym | Yang Bozun      | Damian Pietrasik     | Wiktor Smyrnow               |
| 100 m stylem motylkowym  | Enhamed Enhamed | Ołeksandr Maszczenko | Junichi Kawai Viktor Smyrnov |

#### Klasa S12
| Konkurencja              | Złoto            | Srebro           | Brąz              |
| 50 m stylem dowolnym     | Maksym Veraska   | Alexander Svetov | Sergii Klippert   |
| 100 m stylem dowolnym    | Maksym Veraska   | Sergii Klippert  | Alexander Svetov  |
| 400 m stylem dowolnym    | Sergei Punko     | Enrique Floriano | Sergii Klippert   |
| 100 m stylem grzbietowym | Alexander Svetov | Sergii Klippert  | Maksym Veraska    |
| 100 m stylem motylkowym  | Raman Makarau    | Sergei Punko     | Anton Stabrovskyy |

#### Klasa S13
| Konkurencja              | Złoto                  | Srebro                 | Brąz                   |
| 50 m stylem dowolnym     | Ołeksij Fedyna         | Charalampos Taiganidis | Andriej Strokin        |
| 100 m stylem dowolnym    | Charalampos Taiganidis | Ołeksij Fedyna         | Danyło Czufarow        |
| 400 m stylem dowolnym    | Charl Bouwer           | Danyło Czufarow        | Charalampos Taiganidis |
| 100 m stylem grzbietowym | Charalampos Taiganidis | Ołeksij Fedyna         | Dmytro Aleksiejew      |
| 100 m stylem motylkowym  | Dzmitry Salei          | Charalampos Taiganidis | Andriej Strokin        |

#### Klasa SB3 – SB13
| Konkurencja               | Złoto                | Srebro         | Brąz               |
| 50 m st. klasycznym SB3   | Takayuki Suzuki      | Vicente Gil    | Miguel Luque       |
| 100 m st. klasycznym SB4  | Ricardo Ten          | Daniel Dias    | Moisés Fuentes     |
| 100 m st. klasycznym SB5  | Pedro Rangel         | Thomas Grimm   | Tadhg Slattery     |
| 100 m st. klasycznym SB6  | Aleksiej Fomienko    | Gareth Duke    | Matt Whorwood      |
| 100 m st. klasycznym SB7  | Sascha Kindred       | Blake Cochrane | Rudy Garcia-Tolson |
| 100 m st. klasycznym SB8  | Andrij Kałyna        | Wang Xiaofu    | Alejandro Sánchez  |
| 100 m st. klasycznym SB9  | Kevin Paul           | Lin Furong     | Denis Dorogajew    |
| 100 m st. klasycznym SB11 | Ołeksandr Maszczenko | Yang Bozun     | Wiktor Smyrnow     |
| 100 m st. klasycznym SB12 | Maksym Weraska       | Sergei Punko   | Serhij Klippert    |
| 100 m st. klasycznym SB13 | Ołeksij Fedyna       | Daniel Sharp   | Uladzimir Izotau   |

#### Klasa SM4 – SM13
| Konkurencja            | Złoto              | Srebro                 | Brąz              |
| 150 m st.zmiennym SM4  | Cameron Leslie     | Vicente Javier Torres  | Takayuki Suzuki   |
| 200 m st.zmiennym SM5  | Daniel Dias        | He Junquan             | Pablo Cimadevila  |
| 200 m st.zmiennym SM6  | Sascha Kindred     | Yang Yuanrun           | Xu Qing           |
| 200 m st.zmiennym SM7  | Rudy Garcia-Tolson | Tian Rong              | Matt Walker       |
| 200 m st.zmiennym SM8  | Peter Leek         | Wang Jiachao           | Sam Hynd          |
| 200 m st.zmiennym SM9  | Matthew Cowdrey    | Andrij Kałyna          | Cody Bureau       |
| 200 m st.zmiennym SM10 | Rick Pendleton     | Andre Brasil           | Benoit Huot       |
| 200 m st.zmiennym SM12 | Maksym Weraska     | Aleksander Swietow     | Sergii Klippert   |
| 200 m st.zmiennym SM13 | Oleksii Fedyna     | Charalampos Taiganidis | Dmytro Aleksiejew |

#### Sztafety
| Konkurencja              | Złoto                                                                    | Srebro                                                                        | Brąz                                                                         |
| 4x50 m st.dowolnym p.20  | Chiny Du Jianping Tang Yuan He Junguan Yang Yuanrun                      | Hiszpania Richard Oribe Daniel Vidal Jordi Gordillo Sebastián Rodríguez       | Brazylia Clodoaldo Silva Joon Seo Daniel Dias Adriano Lima                   |
| 4x100 m st.dowolnym p.34 | Wielka Brytania Matt Walker Graham Edmunds David Roberts Robert Welbourn | Australia Ben Austin Peter Leek Sam Bramham Matthew Cowdrey                   | Chiny Xiong Xiaoming Wei Yanpeng Wang Xiaofu Guo Zhi                         |
| 4x50 m st.zmiennym p.20  | Chiny Du Jianping Tang Yuan Xu Qing Yang Yuanrun                         | Brazylia Daniel Dias Ivanildo Vasconcelos Luis Silva (pływak) Clodoaldo Silva | Hiszpania Pablo Cimadevila Vicente Gil Daniel Vidal Sebastián Rodríguez      |
| 4x100 m st.zmiennym p.34 | Australia Matthew Cowdrey Rick Pendleton Peter Leek Ben Austin           | Chiny Guo Zhi Lin Furong Wang Xiaofu Wei Yanpeng                              | Ukraina Jewhen Połtawskyj Andriј Kayna Andrij Sirowaczenko Taras Jastremśkyj |

### Kobiety

#### Klasa S2
| Konkurencja         | Złoto             | Srebro      | Brąz            |
| 50 m st.grzbietowym | Hanna Jelisawecka | Iryna Socka | Sara Carracelas |

#### Klasa S3
| Konkurencja         | Złoto          | Srebro          | Brąz            |
| 50 m st.dowolnym    | Patricia Valle | Yip Pin Xiu     | Fran Williamson |
| 50 m st.grzbietowym | Yip Pin Xiu    | Fran Williamson | Xia Jiangbo     |

#### Klasa S4
| Konkurencja       | Złoto        | Srebro           | Brąz          |
| 50 m st.dowolnym  | Nely Miranda | Cheryl Angelelli | Edenia Garcia |
| 100 m st.dowolnym | Nely Miranda | Cheryl Angelelli | Aimee Bruder  |

#### Klasa S5
| Konkurencja         | Złoto                | Srebro               | Brąz             |
| 50 m st.dowolnym    | Maria Teresa Perales | Běla Hlaváčková      | Ołena Akopian    |
| 100 m st.dowolnym   | Maria Teresa Perales | Inbal Pezaro         | Běla Hlaváčková  |
| 200 m st.dowolnym   | Maria Teresa Perales | Inbal Pezaro         | Ołena Akopian    |
| 50 m st.grzbietowym | Běla Hlaváčková      | Maria Teresa Perales | Karina Lauridsen |

#### Klasa S6
| Konkurencja          | Złoto                  | Srebro                 | Brąz               |
| 50 m st.dowolnym     | Mirjam de Koning-Peper | Doramitzi González     | Natalie Jones      |
| 100 m st.dowolnym    | Eleanor Simmonds       | Mirjam de Koning-Peper | Doramitzi González |
| 400 m st.dowolnym    | Eleanor Simmonds       | Mirjam de Koning-Peper | Maria Goetze       |
| 100 m st.grzbietowym | Mirjam de Koning-Peper | Nyree Lewis            | Fuying Jiang       |
| 50 m st.motylkowym   | Fuying Jiang           | Anastasia Diodorova    | Ołena Akopian      |

#### Klasa S7
| Konkurencja          | Złoto          | Srebro         | Brąz              |
| 50 m st.dowolnym     | Cortney Jordan | Erin Popovich  | Kirsten Bruhn     |
| 100 m st.dowolnym    | Erin Popovich  | Cortney Jordan | Kirsten Bruhn     |
| 400 m st.dowolnym    | Erin Popovich  | Cortney Jordan | Kirsten Bruhn     |
| 100 m st.grzbietowym | Katrina Porter | Kirsten Bruhn  | Chantal Boonacker |
| 50 m st.motylkowym   | Huang Min      | Erin Popovich  | Veronica Almeida  |

#### Klasa S8
| Konkurencja          | Złoto                   | Srebro              | Brąz               |
| 50 m st.dowolnym     | Cecilie Drabsch Norland | Amanda Everlove     | Jacqueline Freney  |
| 100 m st.dowolnym    | Jessica Long            | Heather Frederiksen | Jacqueline Freney  |
| 400 m st.dowolnym    | Jessica Long            | Heather Frederiksen | Jacqueline Freney  |
| 100 m st.grzbietowym | Heather Frederiksen     | Jessica Long        | Mariann Vestbostad |
| 100 m st.motylkowym  | Jessica Long            | Amanda Everlove     | Jin Xiaoqin        |

#### Klasa S9
| Konkurencja          | Złoto           | Srebro           | Brąz               |
| 50 m st.dowolnym     | Natalie du Toit | Irina Grażdanowa | Louise Watkin      |
| 100 m st.dowolnym    | Natalie du Toit | Louise Watkin    | Stephanie Dixon    |
| 400 m st.dowolnym    | Natalie du Toit | Stephanie Dixon  | Ellie Cole         |
| 100 m st.grzbietowym | Stephanie Dixon | Elizabeth Stone  | Ellie Cole         |
| 100 m st.motylkowym  | Natalie du Toit | Ellie Cole       | Annabelle Williams |

#### Klasa S10
| Konkurencja          | Złoto                        | Srebro           | Brąz             |
| 50 m st.dowolnym     | Anne Polinario               | Katarzyna Pawlik | Katrina Lewis    |
| 100 m st.dowolnym    | Ashley Owens                 | Katarzyna Pawlik | Anna Eames       |
| 400 m st.dowolnym    | Katarzyna Pawlik             | Ashley Owens     | Susan Beth Scott |
| 100 m st.grzbietowym | Sophie Pascoe Shireen Sapiro |                  | Esther Morales   |
| 100 m st.motylkowym  | Anna Eames                   | Sophie Pascoe    | Wang Shuai       |

#### Klasa S11
| Konkurencja       | Złoto                 | Srebro            | Brąz             |
| 50 m st.dowolnym  | Maria Poiani Panigati | Cecilia Camellini | Fabiana Sugimori |
| 100 m st.dowolnym | Xie Qing              | Cecilia Camellini | Daniela Schulte  |

#### Klasa S12
| Konkurencja         | Złoto            | Srebro                | Brąz          |
| 50 m st.dowolnym    | Oksana Sawczenko | Anna Efimenko         | Deborah Font  |
| 100 m st.dowolnym   | Oksana Sawczenko | Anna Efimenko         | Joanna Mendak |
| 100 m st.motylkowym | Joanna Mendak    | Ana García-Arcicollar | Wang Shuai    |

#### Klasa S13
| Konkurencja          | Złoto                | Srebro               | Brąz                           |
| 50 m st.dowolnym     | Kelley Becherer      | Valérie Grand’Maison | Iryna Balaszowa                |
| 100 m st.dowolnym    | Valérie Grand’Maison | Chelsey Gotell       | Kelley Becherer                |
| 400 m st.dowolnym    | Valérie Grand’Maison | Anna Efimenko        | Kelley Becherer Chelsey Gotell |
| 100 m st.grzbietowym | Chelsey Gotell       | Valérie Grand’Maison | Anna Efimenko                  |
| 100 m st.motylkowym  | Valérie Grand’Maison | Kirby Cote           | Chelsey Gotell                 |

#### Klasa SB4 – SB12
| Konkurencja               | Złoto               | Srebro          | Brąz                 |
| 100 m st. klasycznym SB4  | Běla Hlaváčková     | Inbal Pezaro    | Maria Teresa Perales |
| 100 m st. klasycznym SB5  | Kirsten Bruhn       | Rachel Lardiere | Gitta Raczko         |
| 100 m st. klasycznym SB6  | Elizabeth Johnson   | Sarah Bowen     | Deborah Gruen        |
| 100 m st. klasycznym SB7  | Erin Popovich       | Huang Min       | Jessica Long         |
| 100 m st. klasycznym SB8  | Olesya Vladykina    | Paulina Woźniak | Claire Cashmore      |
| 100 m st. klasycznym SB9  | Sophie Pascoe       | Sarai Gascón    | Louise Watkin        |
| 100 m st. klasycznym SB12 | Karolina Pelendritu | Sandra Gomez    | Yaryna Matlo         |

#### Klasa SM4 – SM13
| Konkurencja             | Złoto            | Srebro          | Brąz                 |
| 200 m st. zmiennym SM4  | Karina Lauridsen | Marayke Jonkers | Patricia Valle       |
| 200 m st. zmiennym SM6  | Miranda Uhl      | Maria Goetze    | Natalie Jones        |
| 200 m st. zmiennym SM7  | Erin Popovich    | Huang Min       | Cortney Jordan       |
| 200 m st. zmiennym SM8  | Jessica Long     | Amanda Everlove | Heather Frederiksen  |
| 200 m st. zmiennym SM9  | Natalie du Toit  | Stephanie Dixon | Louise Watkin        |
| 200 m st. zmiennym SM10 | Sophie Pascoe    | Elodie Lorandi  | Katarzyna Pawlik     |
| 200 m st. zmiennym SM12 | Oxana Savchenko  | Joanna Mendak   | Karolina Pelendritu  |
| 200 m st. zmiennym SM13 | Chelsey Gotell   | Kirby Cote      | Valérie Grand’Maison |